# Ralph Mulford

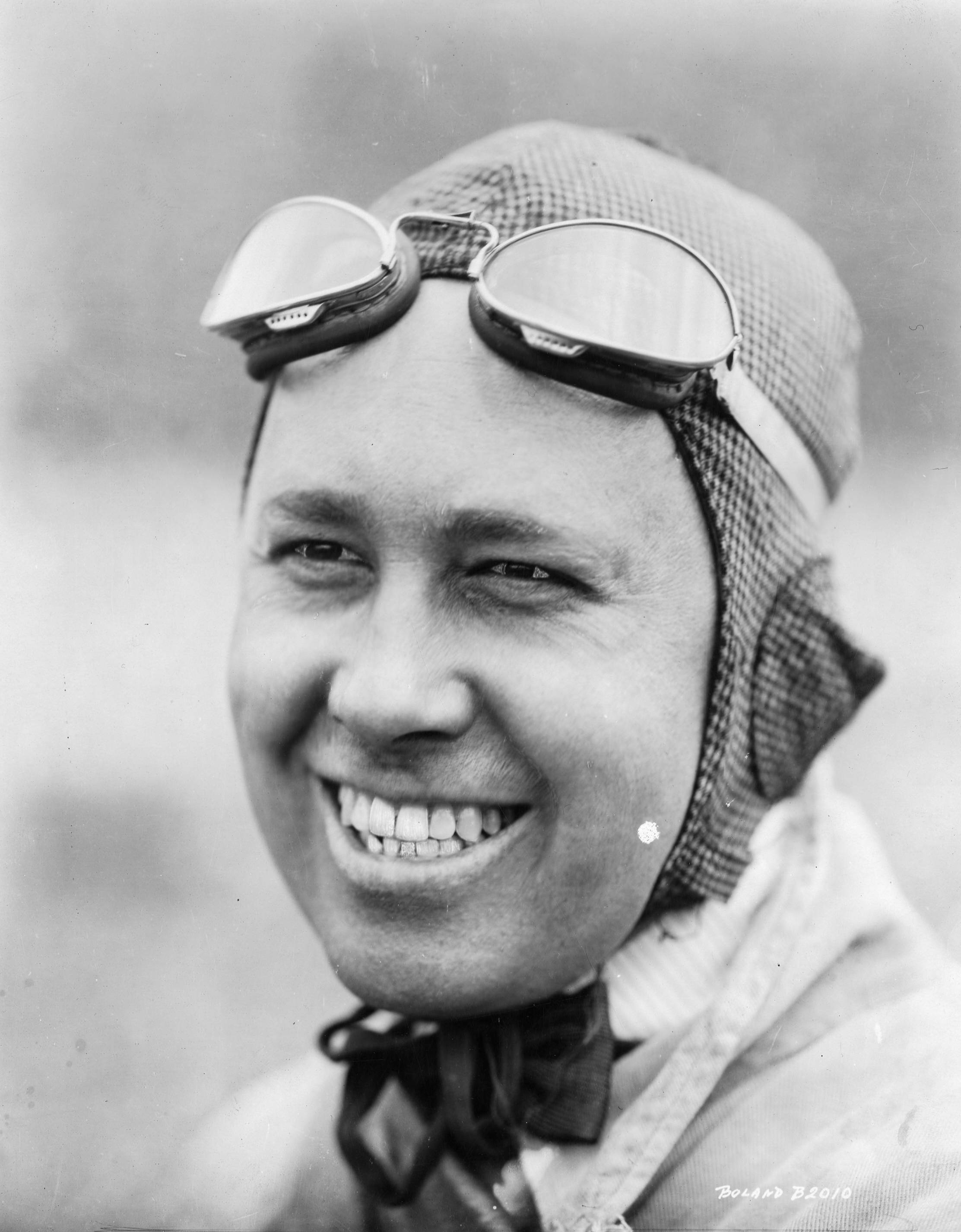
Ralph Mulford (1919)

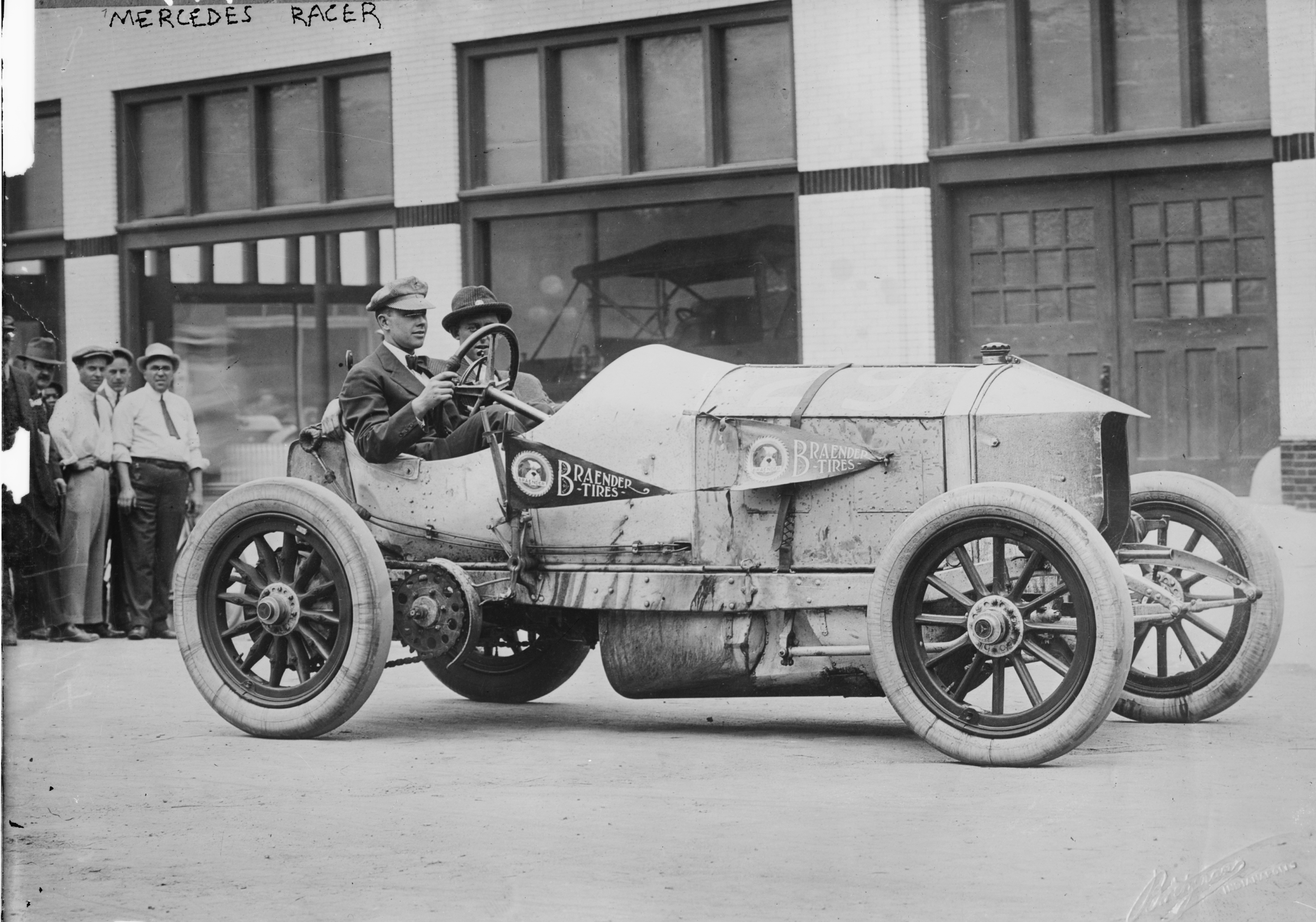
Mulford beim Indianapolis 500 1913 auf einem Mercedes 140 PS aus dem Jahr 1908, der von Mercedes-Knight eingesetzt wurde.

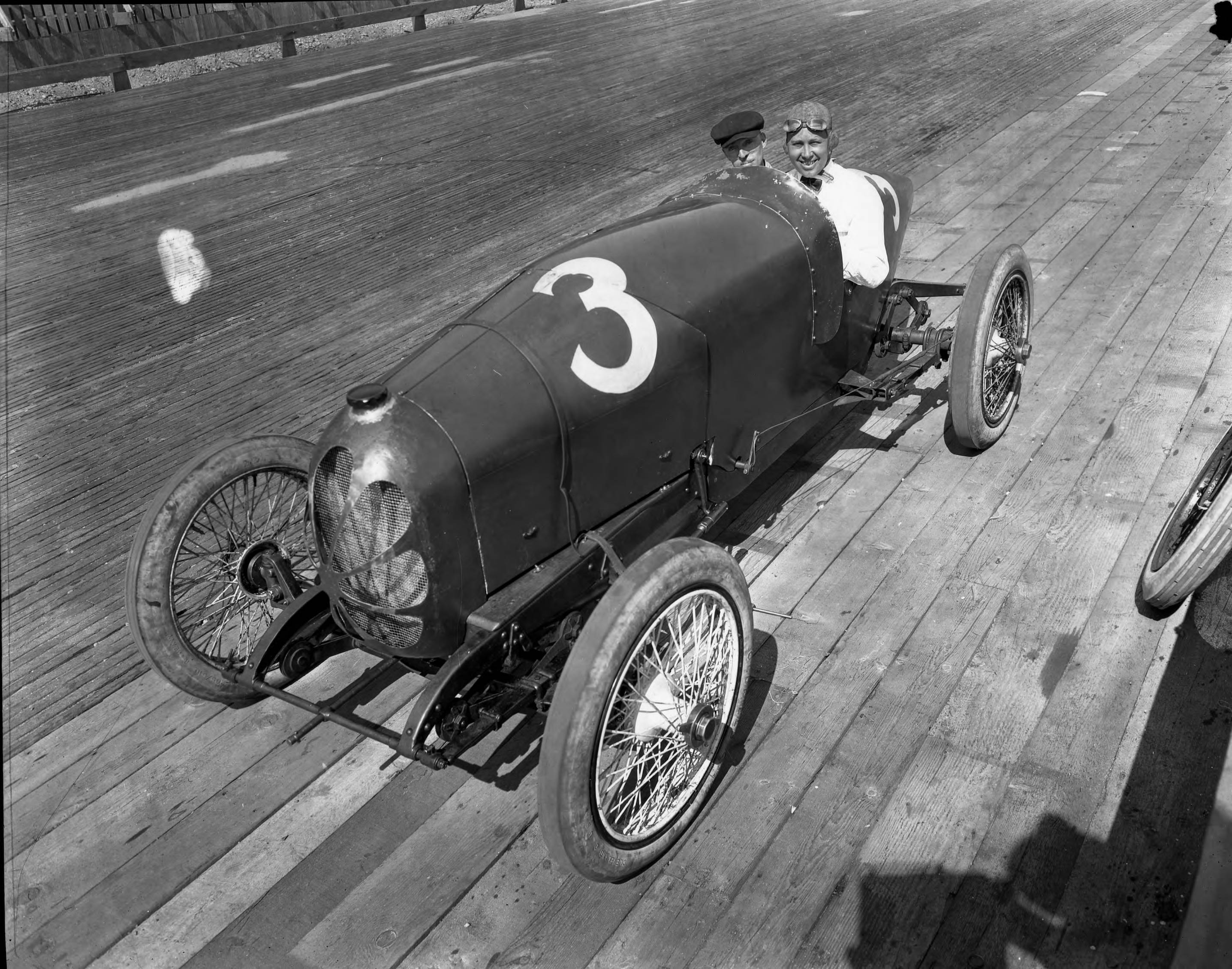
Ralph Mulford 1920 auf dem Tacoma Speedway

Ralph Kirkman Mulford (* 28. Dezember 1884 in Brooklyn, New York City; † 23. Oktober 1973 in Asbury Park, New Jersey) war ein US-amerikanischer Automobilrennfahrer und Unternehmer.

## Werdegang
Mulford nahm zwischen 1910 und 1926 an der nationalen Automobilmeisterschaft der Vereinigten Staaten teil und erreichte dabei 19 Rennsiege und insgesamt 42 Podiumsplätze. Für die Saisons 1911 und 1918 wurde er im Jahr 1927 rückwirkend zum Meister erklärt. Diese Titel werden jedoch nicht als offiziell betrachtet.
Im Jahr 1911 nahm Mulford auf einem Lozier am ersten 500-Meilen-Rennen von Indianapolis teil und wurde hinter Ray Harroun Zweiter, was ihm ein Preisgeld von 5.200 Dollar einbrachte (entspricht 2025 ca. 153.100 Euro). Bis einschließlich 1922 startete Mulford neun weitere Male beim Indy 500 und erreichte 1916 auf einem Peugeot mit Rang drei hinter seinem Teamkollegen Dario Resta und Wilbur D’Alene (Duesenberg) noch einen weiteren Podestplatz.
Am Ende der Saison 1922 zog sich Mulford von den Rundstreckenrennen zurück und startete noch einige weitere Jahre bei Bergrennen. Unter anderem ist – neben dem Sieg beim Pikes Peak International Hill Climb 1916 – für ihn 1923 ein Erfolg am Mount Washington auf einem Chandler verzeichnet.
Neben seiner Rennfahrertätigkeit stellte Mulford mindestens zwischen 1915 und 1922 unter dem Firmennamen Mulford Motors Company mehrere Automobile her. Außerdem war er zeitweise als Lehrer an einer Sonntagsschule tätig.
Mulford starb am 23. Oktober 1973 im Alter von 88 Jahren in Asbury Park, New Jersey und liegt auf dem Green Grove Cemetery in Keyport, New Jersey begraben. Zum Zeitpunkt seines Todes war er der letzte noch lebende Teilnehmer des ersten Indy 500.

## Rennsiege
| Jahr | Fahrzeugklasse | Wagen      | Rennen                           | Strecke                             |
| ---- | -------------- | ---------- | -------------------------------- | ----------------------------------- |
| 1910 | bis 600 cu in  | Lozier     | Elgin National Trophy            | Elgin Road Race Course (T)          |
| 1911 | 451–600 cu in  | Lozier     | Philadelphia Race                | Fairmount Park (T)                  |
| 1911 | unbekannt      | Lozier     | Vanderbilt Cup                   | Savannah-Effingham Raceway (T)      |
| 1912 | Free-for-all   | Mason      | Brighton Beach Race              | Brighton Beach Dirt Track (UO)      |
| 1913 | unbekannt      | Mason      | Columbus Race                    | Columbus Driving Park (UO)          |
| 1914 | unbekannt      | Peugeot    | Galveston Race 1                 | Denver Beach Course (SO)            |
| 1914 | unbekannt      | Peugeot    | Galveston Race 2                 | Denver Beach Course (SO)            |
| 1914 | unbekannt      | Peugeot    | Galveston Race 3                 | Denver Beach Course (SO)            |
| 1914 | unbekannt      | Duesenberg | Galesburg Race                   | Galesburg District Fairgrounds (UO) |
| 1915 | 300 cu in      | Duesenberg | Des Moines Race                  | Des Moines Speedway (HO)            |
| 1917 | unbekannt      | Hudson     | Omaha Derby                      | Omaha Speedway (HO)                 |
| 1917 | 300 cu in      | Frontenac  | Providence Race 1                | Narragansett Park Speedway (BO)     |
| 1917 | 300 cu in      | Frontenac  | Chicago Race 5                   | Speedway Park (HO)                  |
| 1918 | unbekannt      | Frontenac  | Liberty Sweepstakes Heat 2       | Uniontown Speedway (HO)             |
| 1918 | unbekannt      | Frontenac  | Liberty Sweepstakes Main         | Uniontown Speedway (HO)             |
| 1918 | unbekannt      | Frontenac  | Liberty Sweepstakes              | Uniontown Speedway (HO)             |
| 1919 | unbekannt      | Frontenac  | International Sweepstakes Race 2 | Sheepshead Bay Speedway (HO)        |
| 1919 | unbekannt      | Frontenac  | International Sweepstakes Race 3 | Sheepshead Bay Speedway (HO)        |
| 1919 | unbekannt      | Frontenac  | Tacoma Race 1                    | Pacific Coast Speedway (HO)         |

Erklärung: BO: Betonoval, HO: Holzoval, SO: Strandoval, T: temporärer Straßenkurs, UO: unbefestigtes Oval, ZO: Ziegelsteinoval